# Susono
Susono  (裾野市 Susono-shi?) es una ciudad situada en la prefectura de Shizuoka, Japón. Tiene una población estimada, a inicios de noviembre de 2023, de 49 306 habitantes.
Tiene una superficie total de 138.12 km².
La ciudad está situada al este de la prefectura de Shizuoka, al pie del monte Fuji. Es una ciudad industrial rodeada por las montañas Hakone, al este, y la cordillera Ashitaka, al oeste.
Se ha convertido en una ciudad de investigación de tecnología de punta, con Toyota Motor Corporation promoviendo el desarrollo de Woven City, una "ciudad conectada" para la demostración de tecnología. El proyecto demostrará nuevas tecnologías en una variedad de áreas, incluida la conducción autónoma, la movilidad personal, los robots y la tecnología de inteligencia artificial (IA) en entornos del mundo real.